# Бабаджанян Микола Артемович
Мико́ла Арте́мович Бабаджаня́н — український науковець, лауреат Державної премії України в галузі науки й техніки, заступник головного конструктора СКБ «Турбоатом».

## З життєпису
Випускник 1955 року Харківського політехнічного інституту.
Лауреат Державної премії України — «За розробку наукових основ газодинамічного удосконалення та створення високоекономічних і надійних проточних частин парових турбін потужністю 200—1000 МВт». Співавтори — Аркадієв Борис Абрамович, Гаркуша Анатолій Вікторович, Бойко Анатолій Володимирович, Вірченко Михайло Антонович, Галацан Віктор Миколайович, Гнесін Віталій Ісайович, Піастро Анатолій Михайлович, 1992.
Серед патентів:
- «Спосіб роботи паротурбоустановки», у співавторстві, 1978
- «Багатоциліндрова паротурбінна установка», у співавторстві, 1986
- «Система маслопостачання турбомашини», у співавторстві, 1989.